# Inhabitants Bay
Inhabitants Bay (do 22 lipca 1963 Caribacoo Bay) – zatoka (ang. bay) w kanadyjskiej prowincji Nowa Szkocja, w hrabstwie Richmond, na zachód od cieśniny Lennox Passage; nazwa Caribacoo Bay urzędowo zatwierdzona 1 marca 1956.